# Ivan Fíla
Ivan Fíla (ur. 24 grudnia 1956 w Pradze) – czeski reżyser, scenarzysta i producent filmowy.
W 1977 roku przeniósł się do Niemiec, gdzie studiował reżyserię i fotografię na Uniwersytecie Kolońskim. Kręcił filmy dokumentalne i krótkometrażowe, zanim powstał jego pełnometrażowy debiut reżyserski, Lea (1996). Film miał swoją premierę na 53. MFF w Wenecji, gdzie zdobył Wyróżnienie Specjalne OCIC. Później obraz był także nominowany do Złotego Globu za najlepszy film nieanglojęzyczny oraz do Europejskiej Nagrody Filmowej.
Druga fabuła reżysera, Król złodziei (2003), zaprezentowana została premierowo na MFF w Moskwie i przyniosła mu cztery nagrody Czeskiego Lwa.